# Bellmunt de Mesquí / Belmonte de San José
Bellmunt de Mesquí / Belmonte de San José är en kommun i Spanien.   Den ligger i provinsen Provincia de Teruel och regionen Aragonien, i den östra delen av landet, 300 km öster om huvudstaden Madrid. Antalet invånare är 126.